# Journal of Heredity
Journal of Heredity (abreviado J. Heredity) es una revista con ilustraciones y descripciones botánicas que es editada en Washington D. C. desde 1914, cuando comenzó con el número 5, sustituyendo a American Breeders Magazine.